# 女神頌
《女神頌》（拉丁字母轉寫：Devi Mahatmyam，又稱為《女神的榮光》，乃古印度的一部講述難近母杜爾伽大戰阿修羅軍的故事，成書元前4世紀～5世紀之間。
該文包含700節經文，分為13章，這是了解印度降魔女神杜爾迦功績的重要作品，對於印度女神的信仰也有推波助瀾之功。《女神頌》也是印度某些瑜伽教派每日修行的功課，信徒相信只要每日持誦《女神頌》，就能打通身體的輪穴，潔淨自身的精神和體魄，享有人間的安樂，袪除一切災病。

## 第一個故事
首先出場的是戰敗的國王蘇羅達，他被迫離開自己的國土，孤獨地進入森林的一間修道院。他在那裡遇到了一個經商失敗、名叫三摩地的吠舍，他們同樣都失去所有，同樣都被「我執」操控，痛苦不堪卻又無法自拔，在相同境遇下他們相知相惜，一起去請修道院的聖者開示。聖者開示說:「所有萬物都被操縱在『摩訶摩耶』的大能之下，由於『摩訶摩耶』的力量，這個世界才能運作，所有生物都受到痛苦，所有生物也都享受歡樂，就算是多聞之士也被『摩訶摩耶』的力量所操縱，充滿了謬見，『摩訶摩耶』是宇宙的創造者，如果得她歡喜，她便會給人類永恆的救贖。『摩訶摩耶』是一切束縛與解脫的原因，她便是一切，她是永恆的，她是最高力量的顯現，她是為了諸神的褔祉才出世的。關於她如何出世有好幾個故事」。接下來，聖者開始娓娓道來女神「摩訶摩耶」的故事。當天地初開，勞累的毗濕奴陷入沉睡時，從祂的耳垢出現了兩個邪靈：摩度與蓋陀跋，他們想趁機將梵天吃掉。梵天便向太初之母禱告，這位宇宙之母是整個宇宙的支援者，是一切的創造者、持護者和毀滅者。一聽到梵天的祈禱，「摩訶摩耶」便從四面八方進入毗濕奴的身體將衪喚醒，而毗濕奴也立刻消滅這兩個邪靈。這便是摩訶摩耶出世的故事。

## 第二個故事
聖者接著述說很久以前，天神和阿修羅之間發生了一場百年大戰，天神被阿修羅打得大敗，還被趕出天界，淪落凡間。天神跑去哀求梵天、濕婆、毗濕奴，請祂們出面，怒不可抑的三相神各自從眼睛射出怒火，怒火中誕生了降魔女神杜爾迦，眾天神高興之餘紛紛將自己的武器交給她去降服阿修羅。杜爾迦和以牛魔王摩希刹為首的阿修羅，展開天地變色的激戰，阿修羅魔軍精銳盡出、杜爾迦兵來將擋地悉數將百萬魔軍殲滅。看到折騰百年的戰爭終於獲得勝利，天神落下興奮的眼淚，撒下如人雨般的花朵，而杜爾迦也允諾一旦天神再遇到魔軍，她必將再度降臨斬妖除魔。

## 第三個故事
這次同樣是天神被阿修羅殺得慘敗，眾神於是到雪山向「摩訶摩耶」祈禱，希望她能夠再次出面降服阿修羅，恰好雪山女神到此準備沐浴，聽聞天神泣訴，憤怒之下讓杜爾迦再次出現。而這次的正邪纏鬥更加激烈，當杜爾迦快無法招架時，從她的額頭誕生了時母迦梨，在杜爾迦和迦梨聯手力戰之下，阿修羅最後終於不敵這兩位凶暴善戰的女神。獲得勝利的杜爾迦這次受到天神更熱烈的讚美，她說:「我的故事要向每一個人傳頌，這是一項極大的祝福。唱頌我榮光的家庭會得到平安和祝福、保護我信眾的人，我會為他們消滅所有的疾病和憂慮」。聽聞聖者所說的《女神的榮光》，國王和吠舍開始念誦《女神頌》並勤修苦行，杜爾迦果然允諾他們的心願，國王鼓起勇氣再度向敵人宣戰，最後收復失土。吠舍向女神要求的是智慧，而他最後也成為一個大智慧者。